# KingsAge
KingsAge é um jogo de estratégia on-line da Gameforge sobre a época medieval. Nesse jogo, o jogador cria uma povoação e pode atacar a outras e conquistá-las. O jogador pode participar de alianças que o ajudarão a evoluir no jogo. Cada edifício que o jogador constrói lhe da uma certa quantidade de pontos dependendo do nível dos edifícios, sendo o máximo de pontos de uma povoação 10.000 pontos e cada povoação começa com 50 pontos.

## Edifícios
Castelo: O castelo é o coração da povoação. Confere aos seus cidadãos segurança em tempos de paz e é também o lugar onde artesãos e construtores trabalham em conjunto para construírem novos edifícios ou aumentarem os já existentes. Quanto maior for o castelo, mais construtores lá poderão trabalhar. Isso também significa que os edifícios podem ser construídos ainda mais rapidamente. Assim que o castelo tiver sido evoluído até ao nível 15 e que a pesquisa ter sido concluída, já poderás demolir edifícios. O nível máximo que pode ser evoluído é 50.
Pedreira: Na pedreira rochas são esculpidas e transformadas em blocos de pedra. Esses blocos então podem ser usados para construir edifícios ou para a produção de tropas no quartel. Quanto mais expandes a tua pedreira mais pedreiros podes empregar e mais rápido transformarás essas rochas em blocos de pedra. O nível máximo que pode ser evoluído é 50.
Serraria: Sendo preciso uma matéria base para escudos ou armas, a madeira é a matéria-prima necessária para a maioria das tuas povoações. Na serraria, as árvores dos bosques circundantes são processadas e disponibilizadas aos construtores e ferreiros. Quanto mais evoluída for a tua serraria, mais trabalhadores poderás empregar para transformar madeira em bruto. O nível máximo que pode ser evoluído é 50.
Mina de Ferro: Mesmo os melhores guerreiros não podem resistir a uma batalha sem uma boa armadura e espadas afiadas. Na mina de ferro, é retirado o minério da terra e processado. Se expandires a tua mina poderás empregar mais trabalhadores que também poderão trabalhar mais rapidamente. O nível máximo que pode ser evoluído é 50.
Armazém: No armazém as matérias-primas estão protegidas do vento e do tempo. Certifica-te que tens sempre espaço suficiente, caso contrário, serão perdidas matérias-primas importantes. Infelizmente os teus produtos não estão seguros contra pilhagens - para tal, precisas de um esconderijo. O nível máximo que pode ser evoluído é 50.
Esconderijo: Os colonos nem sempre podem defender as suas casas. Essa é a razão pela qual guardam os seus tesouros em locais secretos. Esses esconderijos estão a salvo das mãos dos ladrões e dos olhos dos espiões. O nível máximo que pode ser evoluído é 30. Requisitos: Moinho nível 3.
Moinho: Os frutos do campo são moídos no moinho. A farinha permite ao moinho aprovisionar as suas povoações, de forma a que nenhum de seus cidadãos no reino tenha de passar fome. No entanto, todos os teus trabalhadores e tropas têm de ser alimentados. Então, só podes empregar trabalhadores que possas alimentar. O nível máximo que pode ser evoluído é 50.
Quartel: No quartel reinam duras regras e um tratamento ainda mais rigoroso a fim de ensinar disciplina e táctica. Os guerreiros são treinados aqui para servir lealmente o seu Rei. Também podes envia-los para batalhas, onde permanecerão ao teu lado com toda a sua bravura e glória. Quanto mais aumentares o teu quartel, mais avançadas serão as tuas unidades. O nível máximo que pode ser evoluído é 30. Requisitos: Armazém e Moinho nível 3.
Muralha: Uma forte muralha na cidade mantém o seu aldeões protegidos de lobos famintos, bem como de ataques inimigos. Quando uma aldeia está a ser defendida, o muro reforça (de acordo com seu nível) a força das tropas nativas. Quando a muralha é evoluída ao seu nível máximo (nível 20), ela dá um bônus de 100% de defesa para a sua povoação. O nível máximo que pode ser evoluído é 20. Requisitos: Quartel nível 1.
Estábulo: No estábulo, são criados leais animais de carga, que pacientemente transportam cargas pesadas para ti. Quanto maior for o estábulo, mais burros poderão ali ser criados. O nível máximo que pode ser evoluído é 30. Requisitos: Mercado nível 1.
Mercado: O mercado é um burburinho de uma azafama colorida. Comerciantes de perto e de longe vêem aqui para fazer negócios. As matérias-primas são compradas aqui ou enviados em viagens longas. Burros de carga, que podes criar no estábulo, estão disponíveis para o transporte. Quanto mais evoluído for o teu mercado, maior será o espaço para o mercado e para os burros que podem ser carregado com as mercadorias. O nível máximo que pode ser evoluído é 30. Requisitos: Armazém nível 5.
Alquimista: Na cozinha do Alquimista maravilhosas coisas são produzidas. Na tua busca pela Pedra da Sabedoria, também encontrarás, ao lado de misturas sujas e mal cheirosas, coisas bastantes úteis. Quanto maior for o teu laboratório mais prospera a pesquisa será. O nível máximo que pode ser evoluído é 5. Requisitos:Quartel nível 5.
Mansão: Condes são as pessoas leais que tomam a seu cargo os afazeres diários do teu reino em teu nome. Se eles aceitam novo posto numa nova povoação eles precisam de armaduras douradas para simbolizar seu poder. Você pode produzir armaduras douradas na Joalheria. O nível máximo que pode ser evoluído é 10. Requisitos: Alquimista nível 5. 
Joalheria: Você pode produzir armaduras douradas na Joalheria. As armaduras são necessários para apontar novos Condes. E porque cada Conde deseja que sua armadura seja melhor para ser mais importante que o último Conde, os custos aumentam a cada armadura dourada produzida. O nível máximo que pode ser evoluído é 5. Requisitos: Mansão nível 1.
Memorial: No meio da praça da aldeia existe uma magnífica estátua para lembrar aos aldeões e a todos os que passam da tua real grandeza. Ela enche os guerreiros de orgulho e espalha uma aura de poder para além dos muros da povoação. O memorial reforça a fortificação em 50%. Porém, Só pode ser construído quando todos os edifícios forem completamente evoluídos. O nível máximo que pode ser evoluído é 1. Requisitos: todos edifícios evoluídos ao máximo.

## Relatórios
Em várias ocasiões do jogo o jogador receberá um relatório.
Os relatórios são importantes para o jogador se manter informado sobre cada ocasião que acontecem, como essas:
 - Ganhou a batalha e sem perdas de tropas
 - Ganhou a batalha mas teve algumas perdas de tropas
 - Perdeu a batalha
 - Foi um ataque de exploradores(espiões)
- Ataques - Quando os jogadores atacam alguma povoação eles receberão esse tipo de relatório, que informa tudo sobre o que aconteceu, como unidades perdidas do defensor e do atacante, a quantidade de recursos saqueados, e também podem conter extras no caso de unidades especiais, como os danos causados à edifícios por aríetes e catapultas e a perda de lealdade da aldeia causada por condes.

Obs - caso o atacante perca, ele receberá dados apenas sobre suas unidades.
- Defesas - Quando os jogadores são atacados, eles recebem esse tipo de relatório, que tem os mesmos dados do relatório de ataque, porém com todas as informações, independente se ganhar ou perder a batalha.
- Espionagem - Esse relatório mostra todas as informações de uma aldeia quando se utiliza exploradores em um ataque.

'Obs - Geralmente os relatórios sobre ataques vêm classificados por cores, sendo elas azul (espionagem), verde (vitória sem danos), amarelo (vitória, porém com danos), e vermelho (derrota).'

## Unidades
Milícia do fazendeiro: Quando não há tempo nem matérias-primas para construir um exército, os fazendeiros tem de se defender. Não vale a pena ter muitas milícias do fazendeiro. Requsitos: Quartel Nível 1
Templário:Os templários são conhecidos pelos seus escudos seguros e pelo seu inabalável código de honra. Corajosamente eles permanecem no caminho de todos os inimigos, independentemente da sua força, para proteger os seu rei e povo. São particularmente bons a defender-se contra soldados da infantaria intrusos. Requisitos: Quartel nível 1.
Escudeiro:O que seria de um cavaleiro sem o seu servo! Mas mesmo sem o seu amo, os escudeiros são um apoio muito útil. Eles são bons com cavalos e, apesar de não terem muitas armas, são perfeitamente capazes de se defender de unidade montadas. Requisitos: Quartel nível 1.
Guerreiro:Os guerreiros gritam o seu grito de guerra através do campo de batalha intimidando todos à sua volta, antes de se lançarem aos seus inimigos balançando os seus machados ousadamente. Uma vez soltos, não há nada que os pare e o seu desejo de ataque os fazem uma das unidades mais temidas em redor. Requisitos: Quartel nível 2.
Arqueiro:Com os seus olhos de águia e flechas afiadas os arqueiros são mortais à distancia. Eles podem apoia-lo em qualquer exército, quer estejas a atacar ou defender a tua povoação. Requisitos: Quartel nível 5.
Espião:O ponto forte dos espiões não está na batalha. Eles são capazes de se esgueirarem dos seus inimigos pela calada da noite para espiar as suas povoações. Quanto mais espiões tiveres, mais detalhados serão os seus relatórios. Requisitos: Quartel nível 4.
Cruzado:À distancia, os inimigos podem logo ver os impressionantes e radiantes estandartes dos cruzados. Estes guerreiros-da-luz são lutadores experientes que podem rápida e ferozmente cavalgar para um ataque. São indispensáveis se quiseres executar assaltos e pilhagens rapidamente. Requisitos: Quartel nível 7.
Cavaleiro Negro:Uma aura de poder sinistro envolve os cavaleiros negros. Eles invocam o medo e o terror naqueles que os avistam. Nunca ninguém os ouviu dizer uma palavra ou alguma vez os seus nomes foram ditos. Os cavaleiros negros não têm nenhuma fraqueza, mas o preço para os contratar é extremamente caro. Requisitos: Quartel nível 16.
Aríete:Não existem muitas muralhas capazes de suportar o poder de 10 homens e da coroa de aço do aríete. Infelizmente o seu peso é um fardo e faz com que se mova muito lentamente. Requisitos: Quartel nível 20.
Catapulta:A Catapulta possui uma técnica mortal: as suas tiras de couro são capazes de catapultar as mais pesadas pedras sobre os seus inimigos. Também permite bombardear edifícios. No entanto, necessita de uma escolta, uma vez que obviamente não consegue defender-se sozinho. Requisitos: Quartel nível 25.
Conde:Podes ouvir à distância som da fanfarra real a anunciar a chegada do conde que tomará conta dos assuntos da povoação em teu nome. Como delegado de sua majestade pode convencer uma povoação inteira a juntar-se ao teu reino.

## Estratégia
A estratégia do jogo se baseia em evoluir suas povoações e comunicação durante o jogo. 
Assim cada jogador começa com uma pequena e simples povoação, na qual deverá evoluí-la, durante uma etapa inicial, para depois começar a desenvolver o exército, começando simplesmente com saques em outras povoações até conseguir conquistar outras povoações pelo mundo, utilizando um exército potente e com condes. 
Existe um tempo, quando o jogador inicia a conta que ele não pode atacar e nem ser atacado, este tempo é de mais ou menos 5 dias, aconselha-se que durante este tempo, o jogador invista nos armazem e em recursos(serraria/Mina de ferro/pedreira).
Como o objetivo de kingsage é conquistar povoações e erguer um pequeno Império todos os jogadores estão interessados em suas conquistas, também precisarão de ter uma defesa razoável, utilizando vários dos recursos disponíveis.
Depois de um tempo o movimento no continente aumenta, pois guerras entre aliannças ficam mais frequentes e mais pessoas tem capacidade de terem condes para realizar conquistas.

## Alianças
Alianças são uniões de povoações que se juntam e apoiam umas as outras para atacar, apoiar e se defenderem do inimigo. As alianças possuem uma diplomacia baseada em alianças com outros grupos, PNA(pacto de não agressão) e inimigos. Uma aliança é constituida por um Líder, Conselho dos Anciãos, Diplomatas, Guerreiros, Escudeiros entre outros dependendo da aliança

## Ligações Externas
- Site do jogo para Portugal
- Site do jogo para o Brasil